# Cleveland (New York)
Cleveland est une localité américaine située dans le comté d'Oswego, dans l'État de New York.